# Territorios tradicionales de Eslovenia

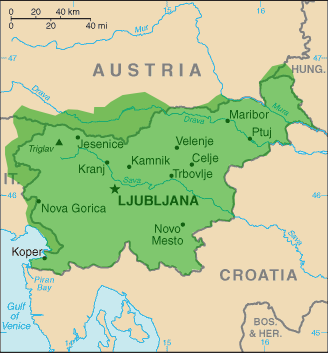
Los territorios aproximados de la Eslovenia étnica, donde históricamente han residido los eslovenos, conocidos también como "tierras eslovenas" están mostrados aquí en verde.

Los territorios tradicionales de Eslovenia o tierras eslovenas (en esloveno: Slovenske dežele o acortado Slovensko) son las tierras históricamente asociadas al pueblo esloveno, ubicadas en la zona central y  sur de Europa, donde se han asentado primariamente usuarios del esloveno. Las tierras eslovenas han sido parte de las Provincias Ilirias, el Imperio de Austria, el Imperio austrohúngaro (en Cisleitania). Comprende también Carniola, la parte sur de Carintia, la parte sur de Estiria, Istria, Gorizia, Gradisca, Trieste, y Transmurania. Dicho territorio más o menos corresponde a algo más de la extensión de la moderna Eslovenia, además de incorporar territorios de los países cercanos, como Italia, Austria, Hungría y Croacia, donde habitantes de la minoría de habla eslovena viven. En las actuales áreas donde están establecidas las fronteras presentes de Eslovenia y en las proximidades (cerca de los países que lo circundan) hay residentes que son étnicamente eslovenas homogéneamente.

## Etimología
Como los eslovacos, los eslovenos preservaron la designación ancestral de los eslavos míticos como su etnónimo. Así, el término Eslovenia (en esloveno: "Slovenija") es un cognado, que tuvo realmente su uso hasta inicios del siglo XIX, cuando fue acuñado con fines políticos por el movimiento nacionalista romántico, más probablemente por los pupilos del lingüista Jernej Kopitar. Solo se usó en la década de 1840, cuando en la búsqueda por una búsqueda de una Eslovenia Unida independiente del imperio fue llevada a cabo cuando se ideó en el marco de las revoluciones nacionalistas. "Slovenia" se hizo "de facto" un nuevo distintivo administrativo y político para una entidad creada por primera vez en 1918, con la declaración unilateral del Estado de los eslovenos, croatas y de los serbios, entonces Eslovenia.
Así, cuando se quería denominar a los territorios de la Banovina del Drava se recurría a llamarlos normalmente como "Eslovenia", aunque no existió tal como un territorio autónomo administrativamente creado entre 1921 y 1941, dentro del Reino de Yugoslavia, incluso algunos documentos oficiales incorporan dicha designación así.
Consecuentemente, la mayoría de los académicos eslovenos preferían referirse a las tierras habitadas por la etnia eslovena como "tierras eslovenas" en vez de usar el cognado "Eslovenia" para describir el territorio de la Eslovenia moderna y sus áreas limítrofes en sus escritos. El uso en español del término "Eslovenia" es generalmente considerado anacrónico a sus estudios y escritos debido a su origen moderno.

## Extensión geográfica

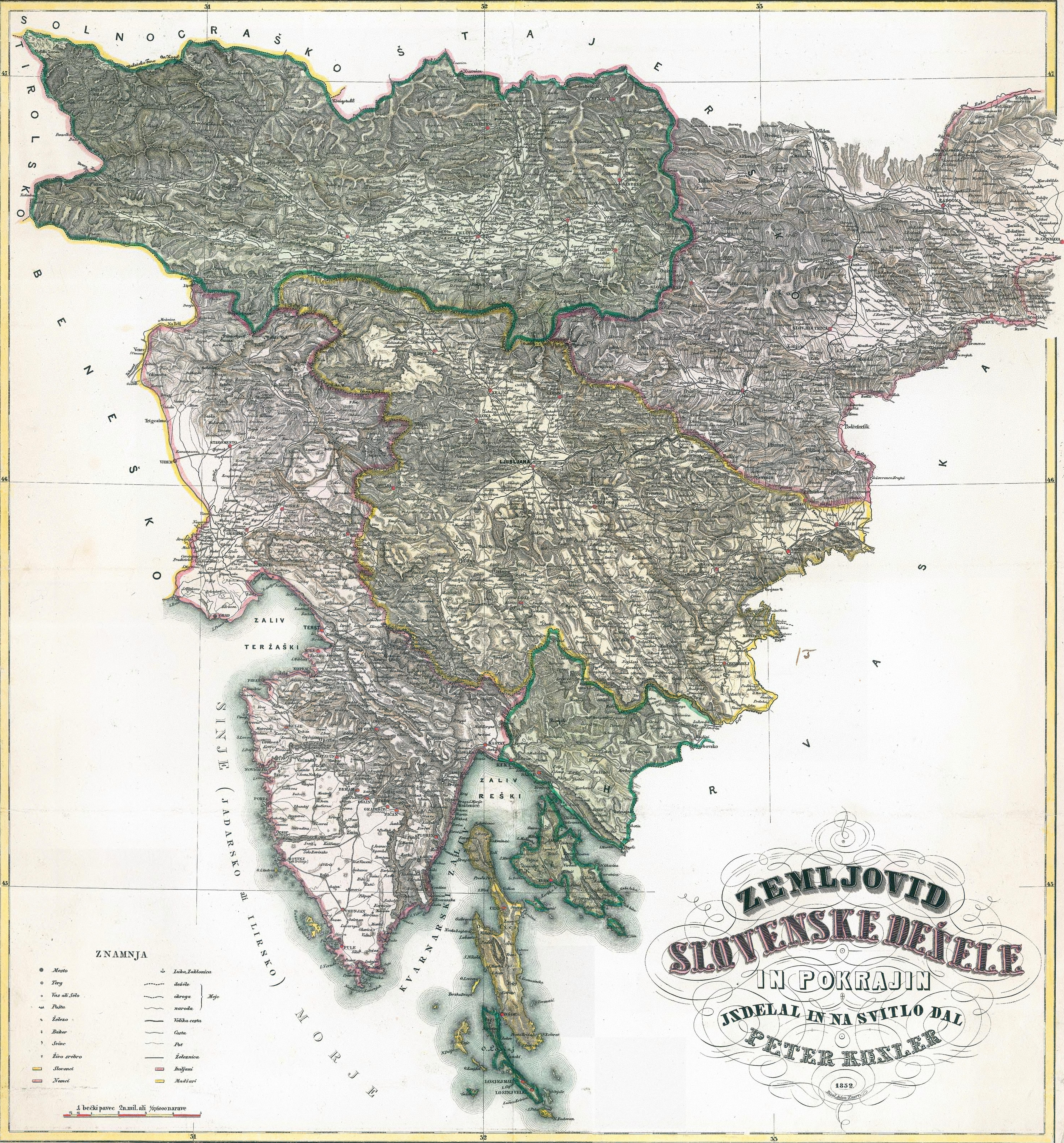
Mapa de las tierras eslovenas de Peter Kosler, dibujado durante las revoluciones nacionales en 1848 y publicado solo hasta 1861, sería el primer mapa de las tierras eslovenas como una unidad territorial nacional.

En el siglo XIX, los territorios que se creen eran parte de la entidad territorial de Eslovenia eran los que se relaciona a seguir:
- Carniola,
- El sur de Carintia,
- Baja Estiria,
- Marca eslovena en el condado de Vas del Reino de Hungría, y las zonas adyacentes del condado de Zala (Beltinci, Turnišče, Velika Polana, Kobilje),
- Jennersdorf en el Reino de Hungría (ahora en Burgenland, Austria),
- La mayor parte del Condado de Gorizia y Gradisca, excepto por las tierras bajas al suroeste de Gradisca y Cormòns, las cuales son parte del Friul histórico,
- La ciudad imperial libre de Trieste
- Norte de Istria, en los actuales municipios de Koper, Izola, Piran, Hrpelje-Kozina, Muggia y de Dolina
- Eslovenia Véneta (en italiano: Slavia Vèneta), que hasta 1797 fue parte de la serenísima República de Veneciae, posteriormente denominada Reino de Lombardia-Venecia

El condado de Žumberak las áreas circundantes de Čabar, que hoy día forman parte de Croacia, fueron durante largo tiempo parte del Ducado de Carniola, y así mismo se cree por parte de los estudiosos de la cuestión eslovena, como parte de las tierras eslovenas,[cita requerida] especialmente en el periodo anterior al surgimiento del nacionalismo esloveno del siglo XIX, que fue cuando las fronteras étnicamente exactas entre los eslovenos y los croatas no habían sido especificadas.[cita requerida]
No todos los territorios aquí referidos son ahora parte de las "tierras eslovenas" ni tienen en todo caso una mayoría esloveno-parlante como integrante mayoritario de su población. Muchos poblados, especialmente los de la Baja Estiria, han mantenido una minoría germano-parlante mayoritaria hasta la década de 1910, y más notablemente las localidades de Maribor, Celje y Ptuj. Las áreas cercana a a las localidades de Kočevje, en la Baja Carniola, conocida como  Kočevsko, tienen una minoría de su población germano-hablante predominante entre el siglo XIV hasta 1941 cuando fueron reubicados con autorización de las autoridades de las fuerzas de ocupación de la Alemania nazi y de la Italia fascista.
Una "isla lingüística" con un componente étnico altamente germano en el territorio esloveno existió en lo que se conoce ahora como la comune italiana de Tarvisio, pero solía pertenecer al territorio de Carintiua hasta 1919. La ciudad de Trieste, cuyo territorio municipal ha sido considerado por los eslovenos como una parte integral de las tierras eslovenas, a pesar de tener una clara mayoría de Romanzo-parlantes (primero friulanos, luego vénetos e italianos).
Un caso similar se da en el poblado de Gorizia, que sirvió de gran centro religioso por siglos a las tierras eslovenas, pero que estaba habitado por una comunidad mixta de italianos-eslovenos-friulanos-alemanes. Los pueblos de Koper, Izola y Piran estuvieron cercados por pueblos étnicamente eslovenos, estando habitados casi que exclusivamente por italianos parlantes del véneto hasta el éxodo ya a finales de la década de los 40 y a principios de los 50, así como grandes partes de la comune de Muggia. 
En la Carintia del sur, un proceso de germanización sería iniciado a fines de la década de 1840, creándose en éste varias áreas germano-parlantes donde anteriormente existían solo eslovenos. A finales de los 50, gran parte del sur de Carintia tenía una mayoría germano-hablante, junto a la minoría de eslovenos viviendo en una forma muy dispersa a través del área en cuestión.
Por otra parte, otras áreas con comunidades eslovenas históricamente importantes, tales como las ciudades croatas de Rijeka y Zagreb, así como los poblados de mayoría eslovena en el Somogy de Hungría (los eslovenos de Somogy), nunca hicieron parte de comunidad eslovena alguna ni de sus tierras. Lo mismo se aplica en el caso de las comunidades eslovenas al sureste del Friul (en los pueblos de Gradisca, Gradiscutta, Gorizzo, Goricizza, Lestizza en el área de Tagliamento, y en Belgrado) las cuales desaparecieron por sí mismas a fines del siglo 16.